# Amphicyonidae
Amphicyonidae (Амфиционидае — „двосмислени пси”), или медвједолики пси, је изумрли породица псоликих звијери из изумрле натпородице Amphicyonoidea, која је у периоду од средњег Еоцена до касног Плиоцена настањивала подручје Европе, Африке, Азије и Сјеверне Америке. Чланове ове породице сисара формално називају амфиционидима.

## Етимологија назива
Назив ове породице води поријекло од:
- типског рода Amphicyon,
- и таксономског наставка -idae.

## Систематика

### Класификација
- Натпородица: †Amphicyonoidea
  - Породица: †Amphicyonidae (медвједолики пси)
    - Род: †Adilophontes
    - Род: †Afrocyon
    - Род: †Agnotherium
      - †Agnotherium antiquus
      - †Agnotherium grivense

    - Род: †Amphicyanis
    - Род: †Angelarctocyon
      - †Angelarctocyon australis

    - Род: †Brachycyon
      - †Brachycyon gaudryi
      - †Brachycyon palaeolycos
      - †Brachycyon reyi

    - Род: †Gustafsonia
      - †Gustafsonia cognita

    - Род: †Guangxicyon
      - †Guangxicyon sinoamericanus

    - Род: †Harpagocyon
    - Род: †Heducides
    - Род: †Myacyon
      - †Myacyon peignei

    - Род: †Paradaphoenus
      - †Paradaphoenus cuspigerus
      - †Paradaphoenus minimus
      - †Paradaphoenus tooheyi

    - Род: †Pseudarctos
      - †Pseudarctos bavaricus

    - Род: †Pseudocyonopsis
      - †Pseudocyonopsis ambiguus
      - †Pseudocyonopsis antiquus
      - †Pseudocyonopsis quercensis

    - Род: †Symplectocyon
    - Потпородица: †Amphicyoninae
      - Род: †Amphicyon
      - Род: †Cynelos
      - Род: †Goupilictis
      - Род: †Ischyrocyon
      - Род: †Magericyon
      - Род: †Pliocyon
      - Род: †Pseudamphicyon
      - Род: †Pseudocyon
      - Род: †Ysengrinia

    - Потпородица: †Daphoeninae
      - Род: †Adilophontes
      - Род: †Brachyrhyncocyon
      - Род: †Daphoenictis
      - Род: †Daphoenodon
      - Род: †Daphoenus

    - Потпородица: †Haplocyoninae
      - Род: †Haplocyon
        - †Haplocyon crucians
        - †Haplocyon elegans

      - Род: †Haplocyonoides
        - †Haplocyonoides mordax
        - †Haplocyonoides ponticus
        - †Haplocyonoides serbiae

      - Род: †Haplocyonopsis
        - †Haplocyonopsis crassidens

      - Племе: †Aktaucyonini
        - Род: †Aktaucyon
          - †Aktaucyon brachifacialis

        - Род: †Gobicyon
          - †Gobicyon acutus
          - †Gobicyon macrognathus
          - †Gobicyon yei
          - †Gobicyon zhegalloi

    - Потпородица: †Temnocyoninae
      - Род: †Delotrochanter
      - Род: †Mammacyon
      - Род: †Rudiocyon
      - Род: †Temnocyon